# Янки Дудъл Денди
„Янки Дудъл Денди“ (на английски: Yankee Doodle Dandy) е американски биографичен музикален филм, излязъл по екраните през 1942 година, режисиран от Майкъл Къртис с участието на Джеймс Кагни, Джоан Лесли и Уолтър Хюстън. Сценарият, написан от Робърт Бъкнер и Едмънд Джоузеф, е дооформен с помощта на братята, експерти в областта, Джулиъс и Филип Епщайн.

## Сюжет
Произведението представлява биографичен мюзикъл за живота и кариерата на Джордж М. Коен, прославен американски шоумен от началото на 20 век, актьор, певец, драматург, танцьор, продуцент. Заглавието на филма произлиза от песента на Коен „Янки Дудъл Бой“, негова запазена марка, от своя страна написана на базата на старата американска патриотична песен „Янки Дудъл“.

## В ролите
| Актьор           | Роля               |
| ---------------- | ------------------ |
| Джеймс Кагни     | Джордж М. Коен     |
| Джоан Лесли      | Мери Коен          |
| Уолтър Хюстън    | Джери Коен         |
| Ричард Уорф      | Сам Харис          |
| Еди Фой, младши  | Еди Фой            |
| Ирен Манинг      | Фей Темплетън      |
| Джордж Тобиас    | Диец               |
| Розмари Декамп   | Нели Коен          |
| Джийн Кагни      | Джоси Коен         |
| Франсис Лангфорд | Нора Бейс          |
| Джордж Барбър    | Ерлангер           |
| Уолтър Катлет    | театрален мениджър |
| Майнър Уотсън    | Алби               |
| Честър Клют      | Гоф                |

## Награди и номинации
„Янки Дудъл Денди“ е сред основните заглавия на 15-ата церемония по връчване на наградите „Оскар“. Филмът е номиниран за отличието в 8 категории, спечелвайки 3 от тях, включително приза за най-добър актьор в главна мъжка роля за Джеймс Кагни. През 1993 година, филмът е избран като културно наследство за опазване в Националния филмов регистър към Библиотеката на Конгреса на САЩ.